# Sapromyza regalis
Sapromyza regalis är en tvåvingeart som beskrevs av Malloch 1926. Sapromyza regalis ingår i släktet Sapromyza och familjen lövflugor. Inga underarter finns listade i Catalogue of Life.